# Club Bàsquet Cerdanyola
El Club Bàsquet Cerdanyola és un club masculí de bàsquet amb seu a la localitat barcelonina de Cerdanyola del Vallès.
L'any 1946 es va fundar el C.B. Uralita (nom que vindria donat pel seu patrocinador) i que fou quatre cops vencedor del torneig provincial d'Educación y Descanso. No fou fins a la temporada 1950-51 que aquest club es federaria. A la temporada 1951-52 fou tercer al campionat Nacional d'Educació i Descans. Aquest equip jugava i entrenava a la pista del Parc de Cordelles (parc de la Uralita), encara existent.